# Comuna Peretu, Teleorman
Peretu (în trecut, Depusa) este o comună în județul Teleorman, Muntenia, România, formată numai din satul de reședință cu același nume.

## Toponimie
Numele localității Peretu (Peret) provine din limba turcă (pe filiera medio-bulgară) - Peretkende, Perekende (пере(т)кенде) desemnând locuitorii unei localități care dețineau proprietăți într-o țară străină, care nu contau în noul loc de așezare (cel mai probabil, o parte locuitorii din Peretu fiind români din sudul Dunării (zona Cerven) refugiați, după 1393, lângă târgul Rușii de Vede.

## Așezare

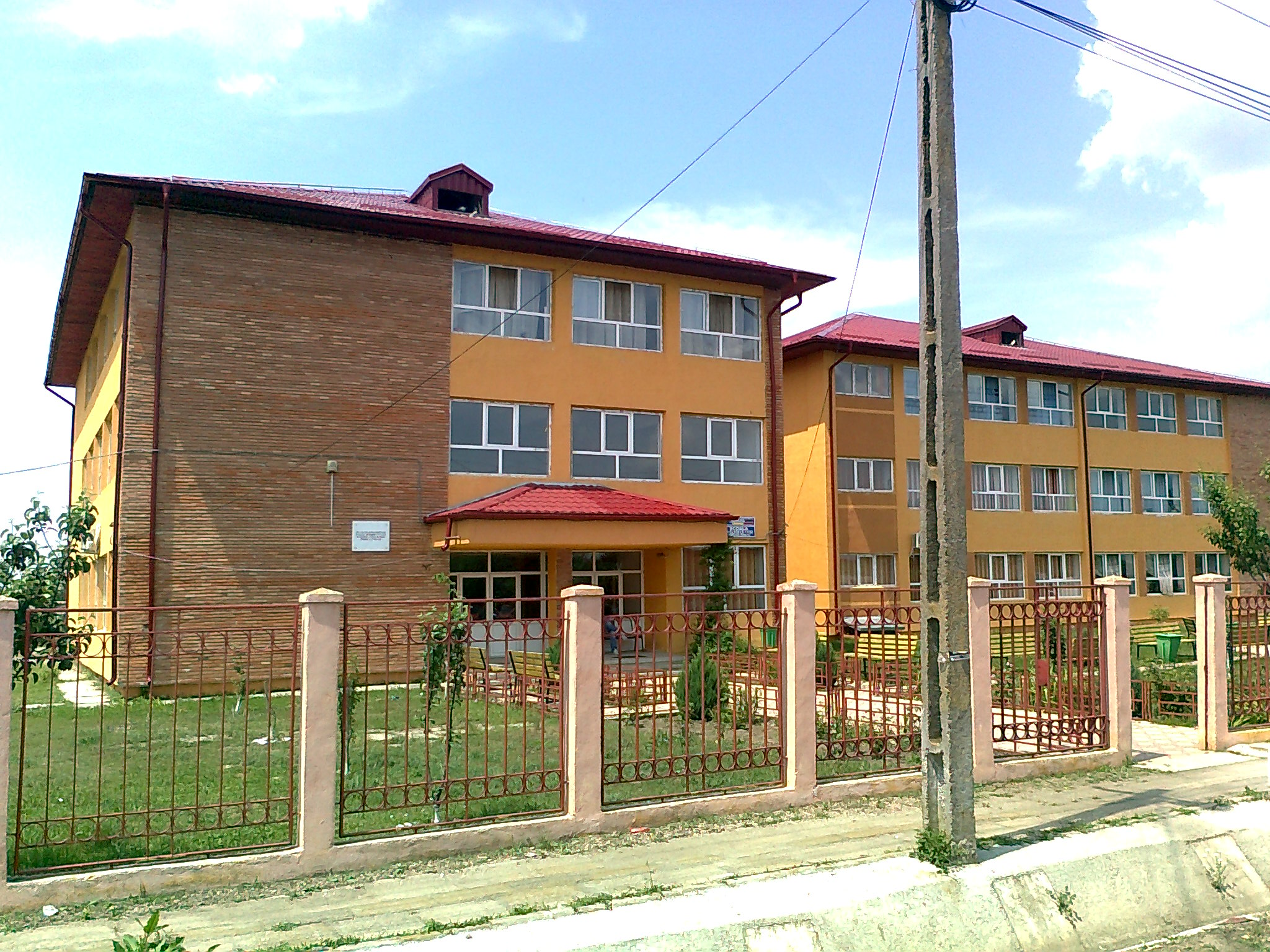
Școala din Peretu

Comuna Peretu este așezată în nordul Câmpiei Teleorman, pe drumul european E 70 București - Craiova - Timișoara, care trece prin doua importante orașe teleormănene, Alexandria (reședința actuală a județului) și Roșiorii de Vede (important nod de cale ferată, pe terasa de pe partea dreaptă a râului Vedea.
Suprafața comunei (atât vatra satului cât și moșia) măsoară 7700 hectare (77 km²).
Moșia comunei Peretu face parte din Câmpia Boianului, numită și Câmpia Călmățuiului, și împreună cu câmpia Găvanu-Burdea (aflată pe malul stâng al râului Vedea), fac parte din marea Câmpie Română.
Resursele de apa de pe teritoriul județului Teleorman sunt modeste sub raport cantitativ și se găsesc sub forma apelor subterane (ape freatice ce se găsesc la 2,5–3 metri sub pământ și de adâncime) și ape de suprafață (râul Vedea și (pârâul) râul Bărâcea sunt apele de suprafața care străbat teritoriul localității Peretu).

## Clima
Teritoriul comunei Peretu se încadrează într-un climat temperat continental specific zonei de câmpie din partea sudică a țării în care este situat. Se află la interferența maselor de aer uscat continental dinspre est și nord-est, cu cele de origine tropicală dinspre sud și sud-vest și cu masele de aer oceanic care, în deplasarea lor spre E, ajung deasupra teritoriului județului încă suficient de umede. Verile sunt calde și secetoase, iar iernile aspre și geroase, cu zăpadă în cantități potrivite, rareori stratul de zăpadă depășind 50-60 cm. Teritoriul comunei Peretu corespunde în linii mari zonei de vegetație de silvostepă, care este un mediu neprielnic pentru vegetația arborescentă și face trecerea de la păduri la pajiști.

## Istorie

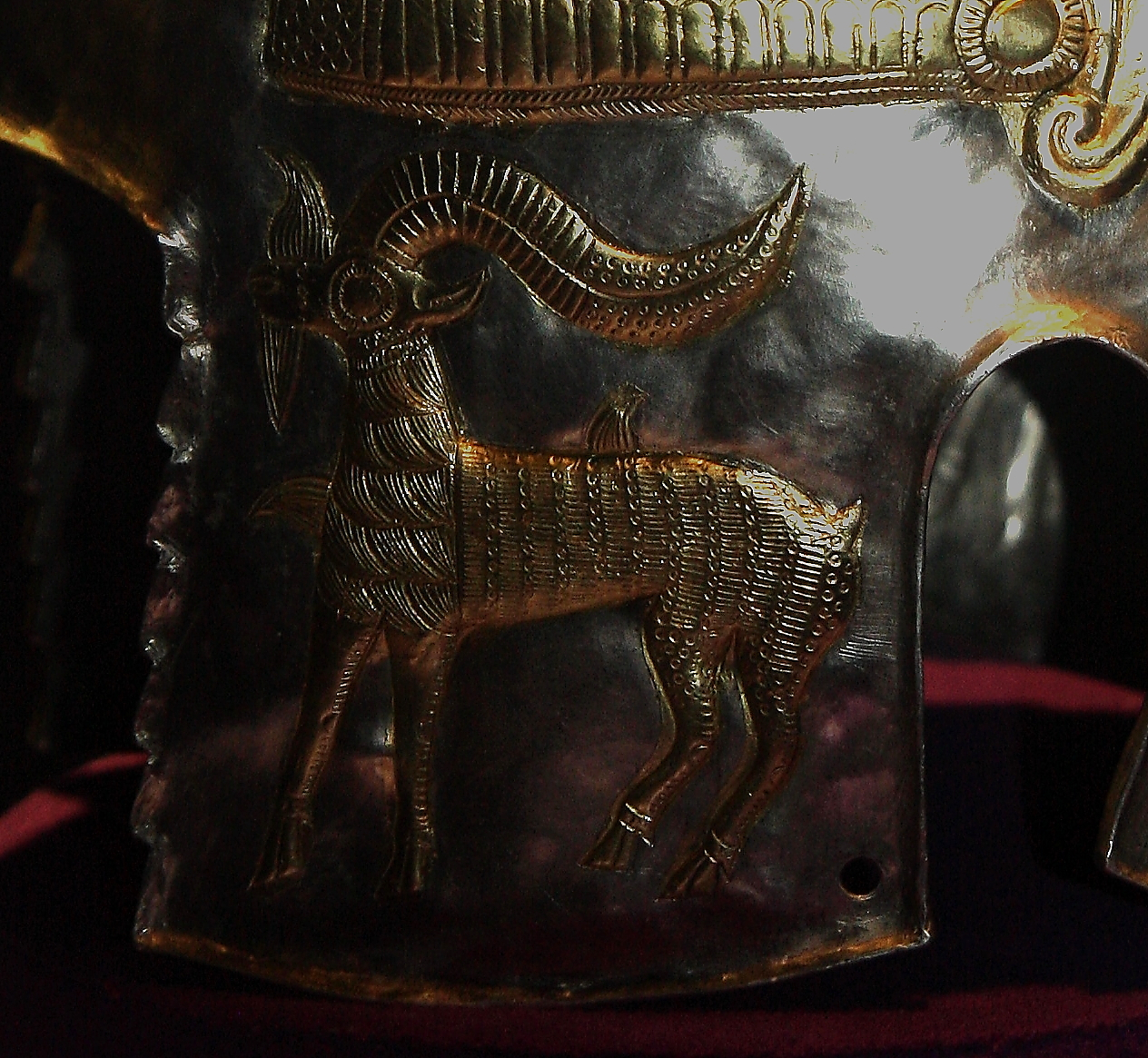
Detaliu de pe coiful dacic din argint aurit găsit la Peretu. Pentru detalii vezi Tezaurul de la Peretu

Odată cu unificarea triburilor geto-dace sub conducerea marelui rege Burebista (30-44 i.e.n.), aceste meleaguri au făcut parte din statul său chiar de la început, mai ales, dacă admitem faptul că centrul politic inițial al acestuia a fost la cetatea Popești (comuna Mihăilești, jud. Ilfov) de pe Argeș. Pe baza descoperirilor arheologice, dar și a unor informații scrise (Ptolemeu) se poate emite ipoteza ca localitatea geto-dacă ce a existat aici se numea Pirum, care este probabil forma prescurtată a numelui (Statio) Ad Pirum. Pe timpul Daciei romane se găsea așezarea Pinum, pe malul râului Vedea exact unde se afla astăzi localitatea Peretu.
În sec. XVI așezarea se numea Depusa, și datorită numelui sau de origini latine se deduce că exista de mai multe secole cu această denumire. Satul Depusa format la început din oameni liberi a ajuns la sfârșitul secolului XVI-lea, prin cumpărare, în posesia lui Mihai Viteazul, devenind sat domnesc, iar locuitorii săi au fost transformați în țărani șerbi (rumâni). După moartea acestuia, pe timpul lui Radu Mihnea locuitorii satului Depusa (azi Peretu) se răscumpără de rumânie și devin iarăși megieși.
Între anii 1816 - 1864 se face strămutarea satului din deal în vale de către stăpânul moșiei, Costache Belu, pe baza Regulamentului Organic din 1831.
La sfârșitul secolului al XIX-lea, comuna făcea parte din plasa Târgului a județului Teleorman, era alcătuită doar din satul Peretu și avea o populație de 3520 de locuitori. În comună exista o școală mixtă și două biserici.
Anuarul Socec din 1925 consemnează comuna în plasa Roșiorii de Vede a aceluiași județ și cu o populație de 4987 de locuitori.
În anul 1950, comuna a trecut în administrația raionului Roșiorii de Vede al regiunii Teleorman, raion care, doi ani mai târziu, a fost inclus în regiunea București.
În anul 1968, comuna a fost transferată la județul Teleorman, în actuala structură.
Un mormânt traco-getic, vechi de 2.500 de ani, a fost descoperit de un țăran din localitatea Peretu, în 1971.

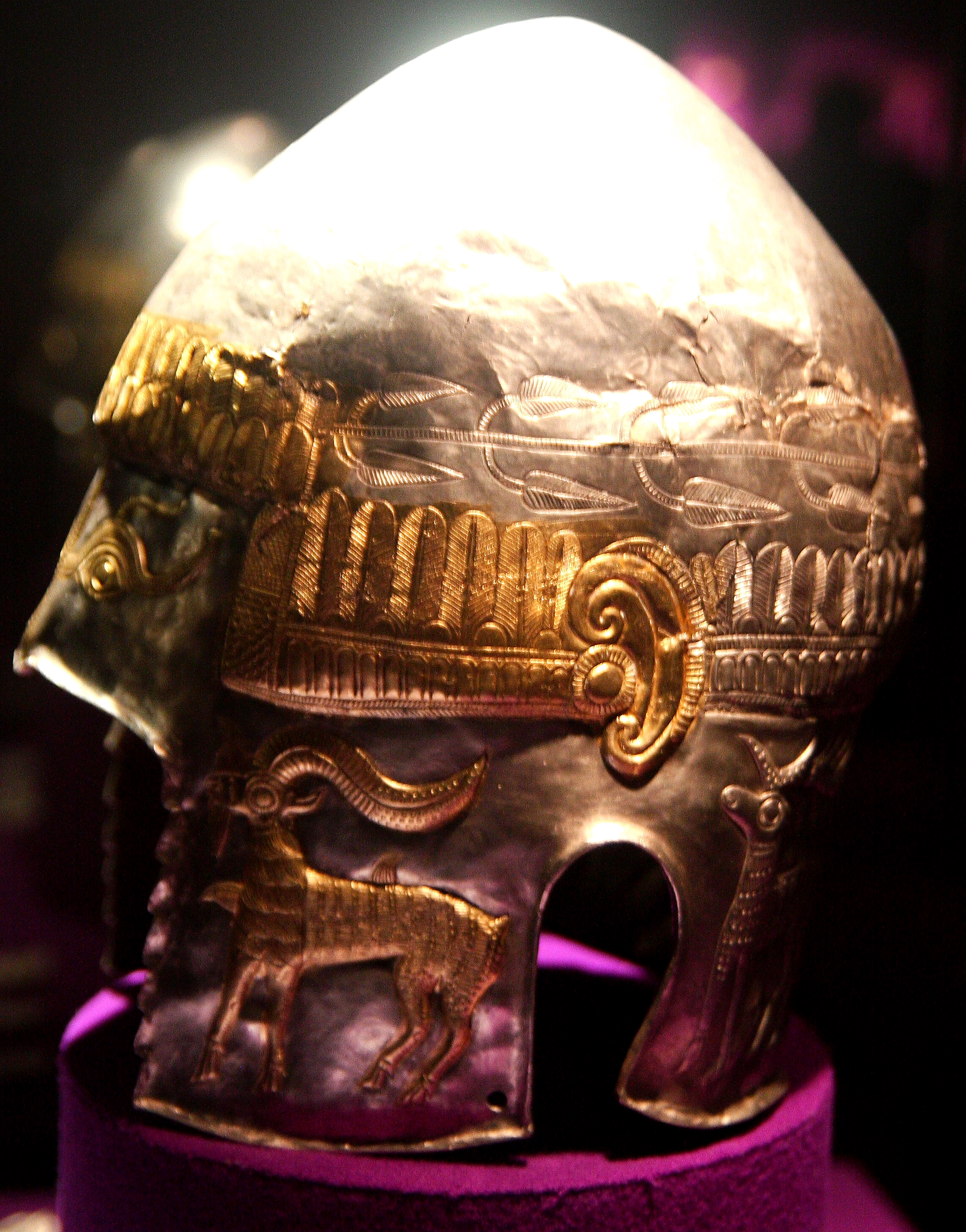
Coif descoperit la Peretu

### Participarea la războaie
| Război                            | Participanți | Morti | Răniți | Monumente |
| --------------------------------- | ------------ | ----- | ------ | --- |
| 1877 Războiul Ruso-Turc           | 11           | 4     | 7      | n/a |
| 1916 - 1918 Primul Război Mondial | peste 500    | 183   | n/a    | 1930 - monument în parcul din centru |
| Al Doilea Război Mondial          | peste 700    | 260   | n/a    | 2 tabele cu numele lor în Biserica Sf.Nicolae și Biserica Sf.Gheorghe și un mic monument la Biserica Sf. Mihail și Gavril de lângă halta C.F.R. |

## Lăcașuri de cult

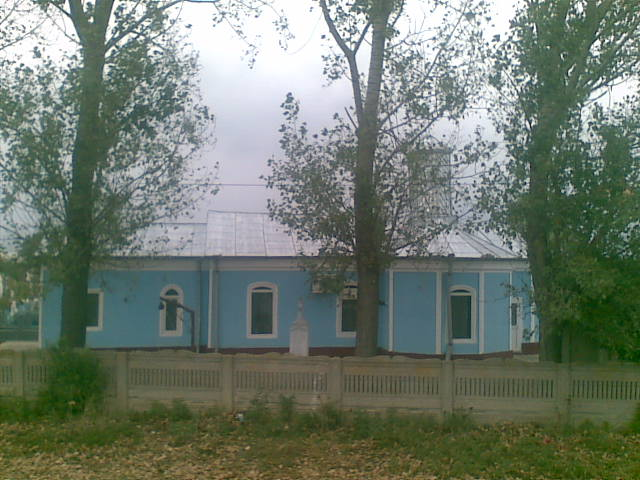
Biserica Sf. Mihail și Gavril de lângă halta CFR Peretu

În lucrarea „Catagrafia județului Teleorman” din anul 1810 scrie că în Peretu se găsea „o biserică de lemn cu hramul Sf. Gheorghe, cu toate odoarele. La această biserică sunt doi preoți și un țârcovnic.”.
După Primul Război Mondial apare Biserica Adventisă de Ziua a Șaptea, pe lângă religia ortodoxă.
În 1930 erau 5737 ortodocși, 213 adventiști, 11 reformați și 1 romano-catolic (total 5962 locuitori).
În 2009 în localitate erau trei biserici ortodoxe:
- Biserica Sfântul Gheorghe - cartierul Petcuțești. Este Parohia nr. 1.
- Biserica Sfântul Nicolae  - în Centru, în partea de est a fostului conac al lui Costache Belu. Este Parohia nr. 2.
- Biserica Sfinții Mihail și Gavril - lângă halta CFR.

La acestea se adaugă mai multe lăcașuri de cult adventist, aparținând de Biserica Adventistă de Ziua a Șaptea.
Lăcașuri de cult adventiste:
- Biserica adventistă nr.1 - DN6
- Biserica adventistă nr.2 - Șosea Deal nr. 119
- Biserica adventistă nr.3 (Eben Ezer) - Strada Mircești
- Biserica adventistă nr.4 - Strada Siberia
- Biserica adventistă nr.5 - Strada Duzilor

În cele cinci locașuri de cult sunt aproximativ 780 de credincioși la recensământul din 2021.

## Personalități născute aici
- Almăjanu Constantin (1910 - 1943), poet, ziarist, redactor. Debutează în 1933 la "Luceafărul", este redactor la "Renașterea" (Oradea) și "Jăratecul" (București). În 1939 ia premiul pentru poezie al revistei "România literară". Moare pe Frontul de Est în 1943.
- Dumitru D. Dimăncescu (1896 - ? ), cartograf, politician, publicist. Opera sa: "Monumentae cartographica Moldaviae, Valachiae et Transilvaniae" (San Francisco, 1933 - 1935).
- Rădulescu St. Marin (1892 - 1972), inginer consilier silvic, profesor universitar, redactor la "Revista Pădurilor".
- Martin Iulian (23 noiembrie 1969-2019), colonel profesor universitar,  prorector pentru cercetare științifică[6]
- Sorin Grecu (1961  - 20 ianuarie 2022) preot ortodox , activist la crucea rosie a regatuluii unit al Marii Britanii , protestatar importiva regimului comunist.
- Mădălin Martin (21 iunie1992-prezent) ; fotbalist care a jucat la la FC Rapid București , in prezent mijlocas la Axiopolis Cernavodă

## Demografie
Componența etnică a comunei Peretu
     Români (93,69%)
     Alte etnii (6,31%)
Componența confesională a comunei Peretu
     Ortodocși (79,52%)
     Adventiști (13,33%)
     Alte religii (0,54%)
     Necunoscută (6,6%)
Conform recensământului efectuat în 2021, populația comunei Peretu se ridică la 6.090 de locuitori, în scădere față de recensământul anterior din 2011, când fuseseră înregistrați 6.329 de locuitori. Majoritatea locuitorilor sunt români (93,69%). Din punct de vedere confesional, majoritatea locuitorilor sunt ortodocși (79,52%), cu o minoritate de adventiști (13,33%), iar pentru 6,6% nu se cunoaște apartenența confesională.

## Politică și administrație
Comuna Peretu este administrată de un primar și un consiliu local compus din 15 consilieri. Primarul, Florin-Mihai Soreață[*], de la Partidul Social Democrat, este în funcție din octombrie 2020. Începând cu alegerile locale din 2024, consiliul local are următoarea componență pe partide politice:
|  | Partid                    | Consilieri | Componența Consiliului | Componența Consiliului | Componența Consiliului | Componența Consiliului | Componența Consiliului | Componența Consiliului | Componența Consiliului | Componența Consiliului |
|  | ------------------------- | ---------- | ---------------------- | ---------------------- | ---------------------- | ---------------------- | ---------------------- | ---------------------- | ---------------------- | ---------------------- |
|  | Partidul Social Democrat  | 8          |                        |                        |                        |                        |                        |                        |                        |                        |
|  | Partidul Național Liberal | 6          |                        |                        |                        |                        |                        |                        |                        |                        |
|  | Almăjanu Raluca-Gabriela  | 1          |                        |                        |                        |                        |                        |                        |                        |                        |